# 화사쇼
《화사쇼》는 대한민국의 tvN에 방송된 음악 프로그램이다.

## 기획 의도
도시에 찾아든 밤을 알리는 음악, 그리고 화사만의 공간에서 보내는 편안한 밤의 위로! 잠들기 전 오가는 이야기들과 음악이 어우러진 밤샘 여행이 시작된다 이야기와 음악으로 채워나가는 MC 화사와 뮤지션들의 밤중 일탈!

## 방송 일정
| 방송 채널 | 방송 기간                          | 방송 시간                      | 비고  |
| --------- | ---------------------------------- | ------------------------------ | ----- |
| tvN       | 2022년 12월 17일 ~ 2023년 2월 18일 | 매주 토요일 밤 12시 ~ 1시 30분 | 8부작 |

## 진행자
- 화사 (고정 진행자)

## 에피소드 목록
| 회차 | 방송일           | 부제 (서브 타이틀) | 게스트                                            | 비고        |
| ---- | ---------------- | ------------------ | ------------------------------------------------- | ----------- |
| 1회  | 2022년 12월 17일 | Welcome Party      | 박진영(JYP), NMIXX                                | 게스트 합류 |
| 2회  | 12월 24일        | White Christmas    | 헤이즈, 안테나 엔젤스& 적재                       |             |
| 3회  | 12월 31일        | 송년회 우정의 밤   | 이시언 & 한혜진                                   |             |
| 4회  | 2023년 1월 14일  | 화사쇼 미더머니    | 릴보이, 저스디스, 블라세, 던말릭, 허성현, DPRLIVE |             |
| 5회  | 1월 21일         | 설날맞이 효 콘서트 | 정동원, 김호중, 박다올                            |             |
| 6회  | 1월 28일         | EPIK HIGH          | 에픽하이                                          |             |
| 7회  | 2월 11일         | 봄날이 오면        | 박재범, 비오                                      |             |
| 8회  | 2월 18일         |                    | 윤종신, 조정치 / 마마무 (완전체)                  |             |

## 결방 및 편성 변경
2023년
- 1월 7일 - 방송사 사정으로 인해 결방
- 2월 4일 - 방송사 사정으로 인해 결방

## 사운드 트랙
- Vol.1 - 화사한 밤(just talking to myself), 2022년 12월 8일 발매
- Vol.2 - Grey Christmas, 2022년 12월 20일 발매

## 같이 보기
- 텔레비전 음악
- K-POP